# Arenillas (Hiszpania)
Arenillas – gmina w Hiszpanii, w prowincji Soria, w Kastylii i León, o powierzchni 30,39 km². W 2011 roku gmina liczyła 30 mieszkańców.